# 楊播
楊 播（よう は、生年不詳 - 513年）は、北魏の軍人・官僚。字は元休、または延慶。本貫は恒農郡華陰県。玄祖父は楊彰（楊珧の子）。高祖父は楊結。曾祖父は楊珍。祖父は楊真。父は楊懿。弟は楊椿・楊穎・楊順・楊津・楊舒・楊阿難・楊暐。

## 経歴
楊懿と王氏のあいだの子として生まれた。もとの字は元休といい、太和年間に孝文帝から延慶の字を受けて改めた。抜擢されて中散となり、諸官を歴任して給事に転じ、中起部曹を兼ねた。北部給事中に進んだ。北辺の巡行を命じられ、孝文帝自らに見送られた。しばらくして龍驤将軍・員外常侍の位を受け、衛尉少卿に転じた。492年（太和16年）、陽平王元頤らとともに漠北に進軍して柔然を討ち、勝利を収めて凱旋した。武衛将軍に転じ、再び柔然を討って、居然山まで進軍して帰還した。
左将軍に任じられ、まもなく仮の前将軍となった。495年（太和19年）、孝文帝の南征に従い、鍾離まで進軍して退却に転じるにあたり、歩兵3000と騎兵500を与えられて殿軍をつとめた。初春の淮水の増水のために退却は難航し、北魏の他の諸軍が淮水を渡り終えたとき、楊播は南岸で南朝斉の軍に包囲された。そのため円陣を布いて防禦しつつ救援を待った。淮水の水勢がようやく減少し、救援の船がやってきたため、「今から私は渡ろうと思うが、戦うことのできる者は来い」と大呼すると、南朝斉の軍はあえて動かなかず、楊播は兵を率いて北岸に渡ることができた。孝文帝に讃えられ、華陰子の爵位を受け、まもなく右衛将軍の号を受けた。
498年（太和22年）3月、孝文帝の南征に従って崔慧景・蕭衍らを鄧城で討ち、撃破した。平東将軍の号に進んだ。孝文帝が沔水流域の支配権を確立したことを祝って、上巳の宴を設けると、孝文帝は彭城王元勰と弓射で賭けをおこなった。元勰は左衛将軍の元遥を仲間とし、楊播は帝の仲間に入った。元遥が的に命中させて基準を満たしたため、孝文帝は「左衛が当てたからには、右衛が外すわけにはいくまい」といい、楊播は「聖恩を仰ぎたのんで、必ずや勝負に争を請い願わん」と答えた。楊播は彎弓から放った矢を的に命中させた。孝文帝は笑って楊播の妙技を養由基になぞらえて讃え、杯についだ酒を挙げて楊播に賜った。楊播は孝文帝に従って懸瓠までおもむき、太府卿に任じられ、爵位は伯に進んだ。
500年（景明元年）、楊播は侍中を兼ね、恒州に派遣されて、飢寒に苦しむ民衆の救恤にあたった。左衛将軍に転じた。安北将軍・并州刺史に任じられたが、固辞し、安西将軍・華州刺史に任じられた。華州において民田を借りて、御史の王基の弾劾を受け、官爵を剥奪された。513年（延昌2年）、家で死去した。熙平年間に鎮西将軍・雍州刺史の位を追贈され、華陰伯の爵位を追復された。諡は壮といった。
子に楊侃があった。

## 伝記資料
- 『魏書』巻58 列伝第46
- 『北史』巻41 列伝第29